# Château de la Mogère y parque
El château de la Mogère es una folie montpelliéraine clasificado con el título de monuments historiques  por el «Ministère de la Culture et de la Communication» (Ministerio de la Cultura y la Comunicación) de Francia. Está situado al este de Montpellier, en el departamento de Hérault.
El Parque del Château de la Mogère (en francés: Parc du Château de la Mogère), próximo al castillo,  es un jardín botánico privado de 10 hectáreas de extensión. Está abierto al público siendo la entrada previa cita.  La Mogère se encuentra cerca de la "Autoroute A9" y en la proximidad del "Montpellier - Méditerranée Airport". En la última parada de la Línea 1 de los tranvías de Montpellier (Odysseum) a unos 10 minutos de caminata.

## Historia
El dominio de la Mogère fue comprado por Fulcran Limozin en 1707. 
La construcción comenzó en 1715 según los planos del arquitecto Jean Giral también autor de numerosos monumentos como el Hotel de Cambacérès-Murles de la place de la Canourgue.
Se mantiene desde el segundo propietario en la misma familia. 
Perteneció entre otros Jacques-Joseph de Boussairolles (1741-1814) que fue consejero en el Tribunal de Cuentas, y Presidente de la Corte Imperial y Barón del Imperio en 1813. 
En la actualidad gestionado por el vizconde Gaston de Saporta que te guiará en una posible visita.
Los suministros del agua, el pozo situado en frente a los suministros de agua, el acueducto y la fuente están clasificados como monumentos históricos por orden ministerial de 20 de abril de 1945, mientras que las fachadas y tejados del castillo y común, así como la toda parque clasificado desde el 1 en abril de 1966
Los jardines y el interior, están abiertos para las visitas. El interior se ha mantenido intacto desde el siglo XVIII, se presentan muebles antiguos y retratos familiares de los últimos tres siglos. Entre los pintores representados aquí están Jean Jouvenet, Hyacinthe Rigaud y Jacques-Louis David.

## Colecciones
El jardín es una mezcla de jardín inglés y jardín de estilo formal francés, y alberga una gran fuente construida de miles de pequeñas conchas de mar y con una serie de querubines.
Alrededor de esta « folie » del siglo XVIII, el parque y los jardines de la Mogère son un lugar de encanto y armonía. 
Concebidos en prolongación del « château », los jardines “à la française” ("a la francesa") están embellecidas con un estanque y jardines enmarcados por el boj y decorados con figuras femeninas. 
Los pinos piñoneros de unos 150 años ponen una nota asimétrica a la regularidad del conjunto y son el preludio del parque "Inglés", diseñado en el siglo XIX. 
A pocos metros de un suntuoso suministro de agua, un poco de agua se pierde en los arbustos. 
El castillo en el parque es un ejemplo perfecto de los folie montpelliéraine del siglo XVIII.
Pertenece a la red de «Sites d'exception en Languedoc». () ("sitios excepcionales en Languedoc").

Detalles
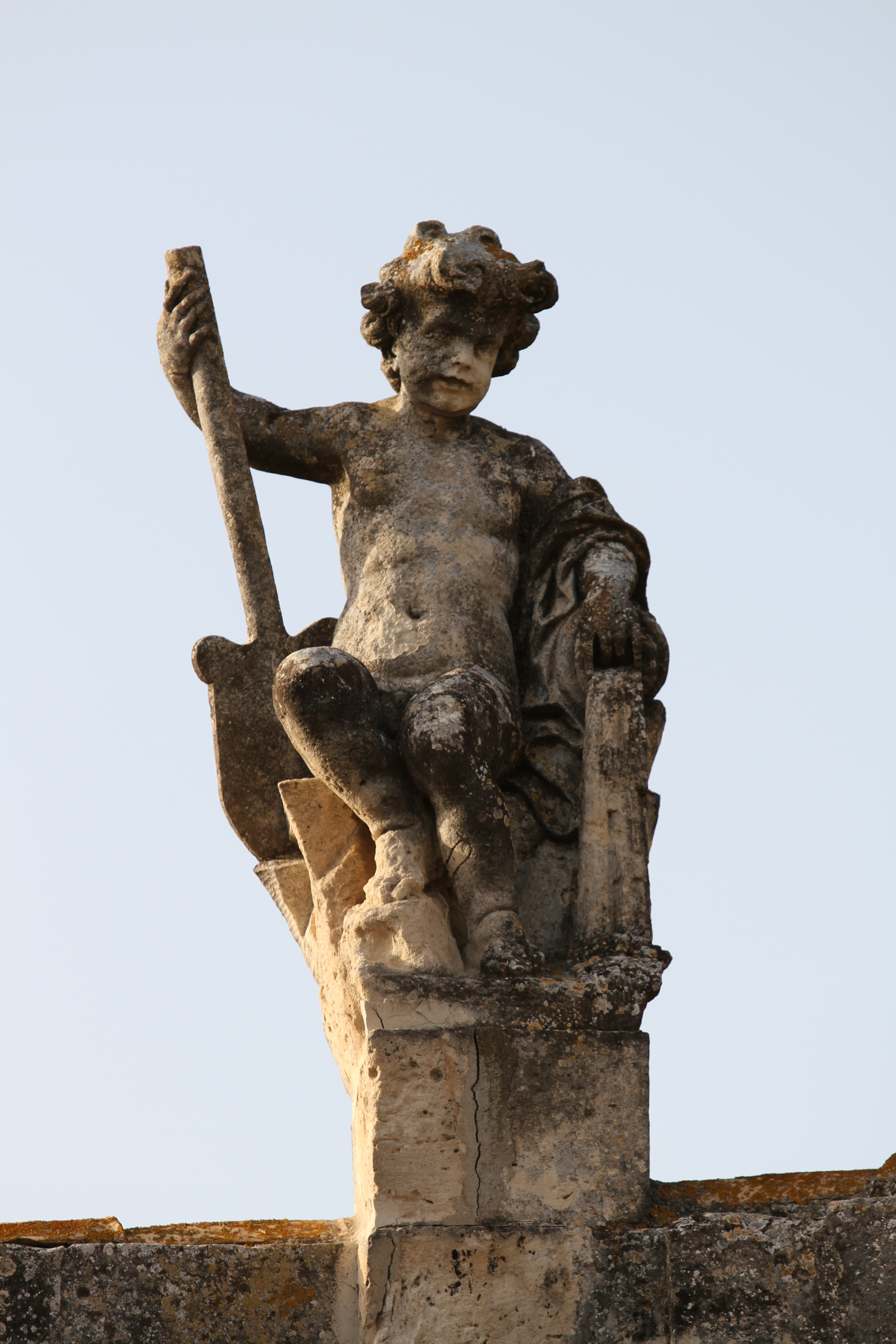
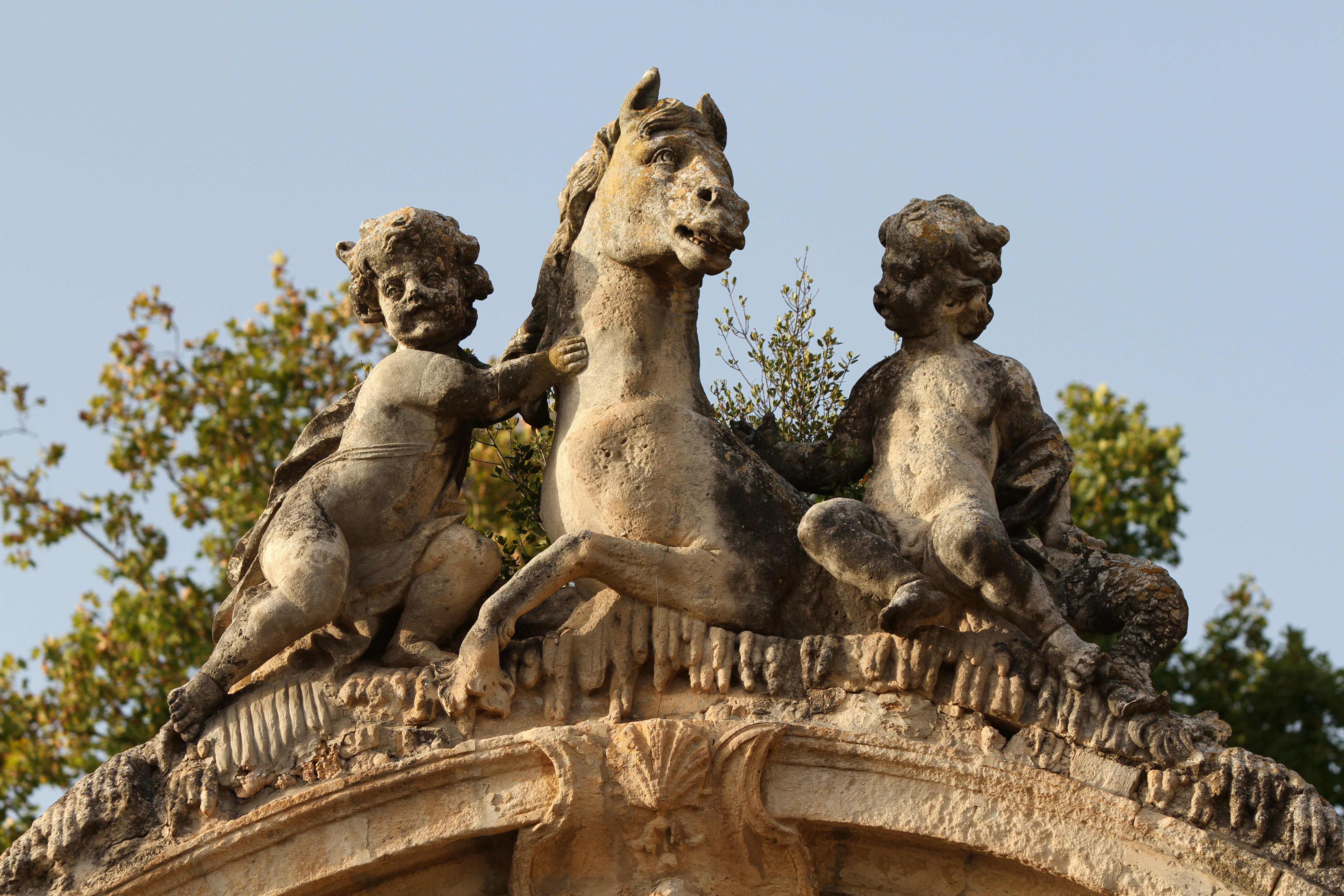
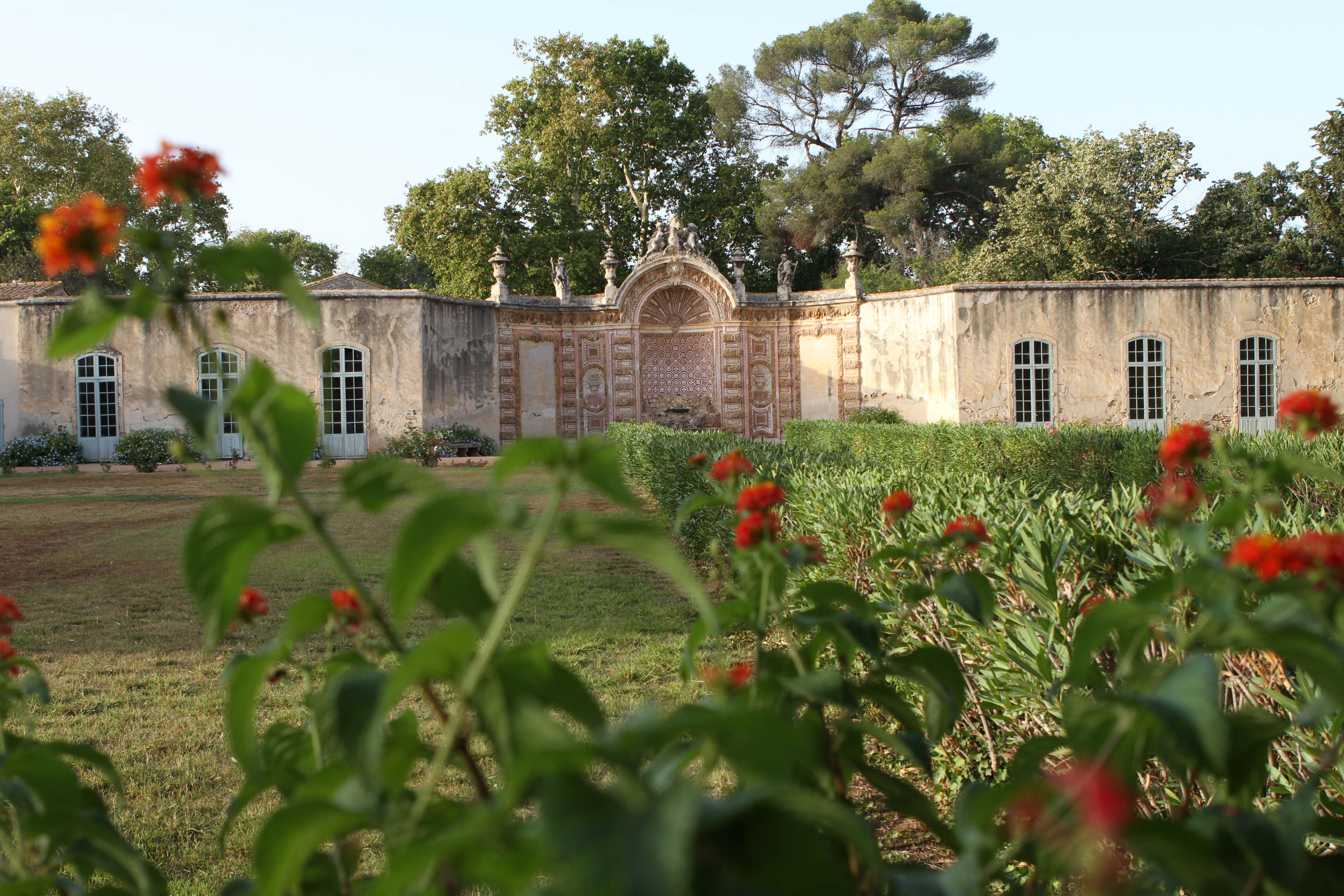
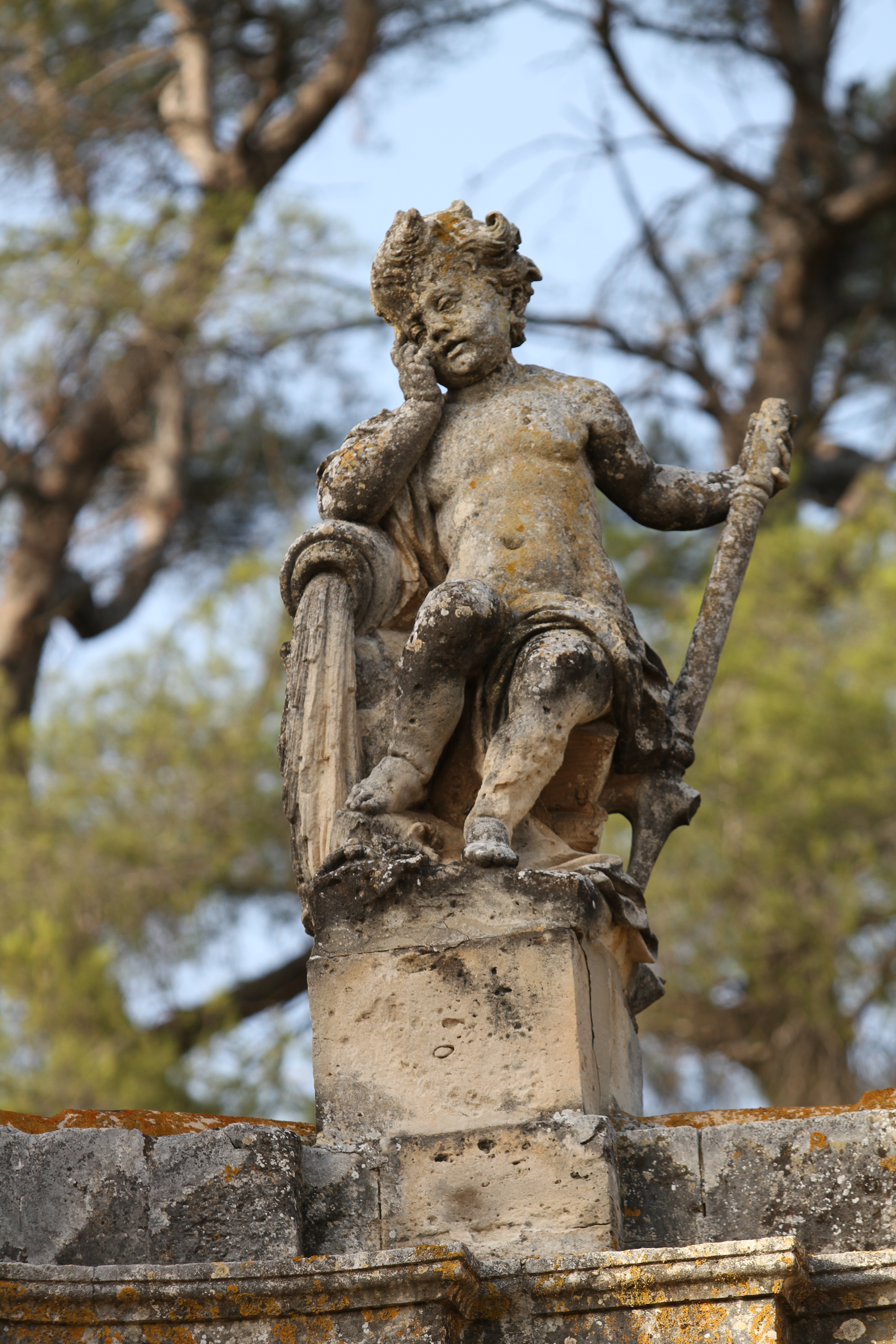